# 日本基督教団京都教会
日本基督教団京都教会（にほんキリストきょうだんきょうときょうかい）は、京都市中京区にある、元日本組合基督教会、現在は日本基督教団の教会である。

## 沿革
1885年1月14日に京都市富小路四条下ルに四条教会が設立された。それまで、あった京都の教会は4つあったがすべて同志社関係の教会であった。そこで、京都の下町の商人の伝道を志したM・L・ゴードン宣教師に共鳴した、中村栄助、村田栄次郎、沢寅吉、上野新七らが設立委員会になり、同志社の神学生である井手義久を仮牧師として、33名の教会員で設立された。1886年に設立された日本組合基督教会に所属した。

## 歴代牧師
- 堀貞一
- 村田勤
- 牧野虎次

## 主な会員
- 酒井潔